# Bine jezik
Bine jezik (ISO 639-3: bon; oriomo, pine), jezik istočne-trans-flyske porodice, kojim govori oko 2 000 ljudi (1987 SIL) u Papui Novoj Gvineji, u provinciji Western južno od rijeke Fly, distrikt Daru.
Prije se klasificirao velikoj transnovogvinejskoj porodici iz koje su istočni trans-flyski jezici izvedeni kao posebna samostalna porodica. Ima nekoliko dijalekata: kunini, boze-giringarede, sogal, masingle, tate, irupi-drageli i sebe. Pismo: latinica.

## Vanjske poveznice
- Ethnologue (14th)
- Ethnologue (15th)